# Syntomeida paramalanthus
Syntomeida paramalanthus är en fjärilsart som beskrevs av Forster 1949. Syntomeida paramalanthus ingår i släktet Syntomeida och familjen björnspinnare. Inga underarter finns listade i Catalogue of Life.